# Tjuchtet
Tjuchtet (in russo Тюхтет?) è un villaggio della Russia asiatica, situato nel Territorio di Krasnojarsk. È il centro amministrativo del distretto Tjuchtetskij.
Si trova a nord-ovest di Krasnojarsk.